# Die Lust der schönen Rose
Die Lust der schönen Rose (Originaltitel: Rambling Rose) ist ein US-amerikanisches Filmdrama aus dem Jahr 1991. Regie führte Martha Coolidge, das Drehbuch schrieb Calder Willingham anhand des eigenen Romans aus dem Jahr 1972.

## Handlung
Die Handlung spielt in den 1930er Jahren. Rose hat zahlreiche sexuelle Erfahrungen und wurde in der Vergangenheit missbraucht. Sie wird von der Familie Hilyer als Haushaltshilfe eingestellt.
Rose versucht, Hilyer zu verführen, aber er widersteht ihr. Seine Frau, eine Wissenschaftlerin und Feministin, nimmt sich der jungen Frau an. Sie sorgt für Rose, als diese krank wird.

## Kritiken
Roger Ebert (Chicago Sun-Times) schrieb, der Film lebe von den Charakteren und von den Situationen. Er biete einige der besten Darstellungen des Jahres.
Das Lexikon des internationalen Films schrieb, der Film sei als eine „Komödie über die Versuchung einer prüden Südstaaten-Moral angelegt“, er versande jedoch „in übertrieben stimmungsvoll aufbereiteter, zunehmend belangloser werdender Rührseligkeit“.

## Auszeichnungen
Laura Dern als Beste Hauptdarstellerin und Diane Ladd als Beste Nebendarstellerin wurden im Jahr 1992 für den Oscar nominiert. Beide Darstellerinnen erhielten 1992 ebenfalls Nominierungen für den Golden Globe Award: Laura Dern in der Kategorie Beste Hauptdarstellerin – Drama und Diane Ladd in der Kategorie Beste Nebendarstellerin.
Laura Dern erhielt im Jahr 1991 einen Preis des World Film Festivals. Martha Coolidge, Renny Harlin und Diane Ladd gewannen im Jahr 1992 den Independent Spirit Award. Robert Duvall und der Kameramann Johnny E. Jensen wurden für den gleichen Preis nominiert. Lukas Haas und Lisa Jakub wurden 1992 für den Young Artist Award nominiert.

## Hintergründe
Der Film wurde in Wilmington (North Carolina) und in Ivanhoe (North Carolina) gedreht. Seine Weltpremiere fand am 10. September 1991 auf dem Toronto International Film Festival statt. Der Film spielte in den Kinos der USA ca. 6,3 Millionen US-Dollar ein.